# Christer Olsson (översättare)
Christer Olsson, född 1944, är en svensk översättare av franskspråkig litteratur, i synnerhet den algeriske författaren Salim Bachi. Olsson erhöll år 2017 ett hedersomnämnande för sin översättning av Bachis roman Muhammeds tystnad, i samband med utdelningen av Årets översättning 2016.

## Översättningar (urval)
- Bachi, Salim (2011). Döda dem alla. Översättning: Olsson Christer. Stockholm: Tranan. Libris 12279205. ISBN 9789186307707
- Bachi, Salim (2012). Odysseus hund. Översättning: Olsson Christer. Stockholm: Tranan. Libris 13362493. ISBN 9789186307943
- Bachi, Salim (2016). Muhammeds tystnad. Översättning: Olsson Christer. Stockholm: Tranan. Libris 18498670. ISBN 9789187179945